# Vukušica
Vukušica (Servisch cyrillisch Вукушица) is een plaats in de Servische gemeente Vrnjačka Banja. De plaats telt 246 inwoners (2002).